# Viljo Heino
Viljo „Ville” Akseli Heino (Iitti, 1914. március 1. – Tampere, 1998. szeptember 15.) finn atléta, egykori világcsúcstartó.
A nagy hagyományú finn hosszútávfutás örököseként ő is hosszútávfutóként versenyzett, fő számában, a 10 000 méteres síkfutásban kétszer is világcsúcsot állított fel. Először 1944 és 1949 között, majd a csehszlovák Emil Zátopek rekordját néhány hónap után visszavéve 1949-ben ismét egy rövid ideig övé volt a cím. Ugyancsak tartotta az egyórás futás és a 20 000 méter világrekordját, ezeket is Emil Zátopek döntötte meg 1951-ben.
Az 1948. évi londoni olimpián két számban is elindult, a 10 000 méter mellett (ahol kiesett) a maratoni mezőnyben is ott volt, és 11. lett.
1949-ben az év sportolójának választották Finnországban.